# Сјудадела
Сјудадела (шп. Ciudadela) град је у Шпанији у аутономној заједници Балеарска Острва. Према процени из 2017. у граду је живело 28 641 становника.

## Становништво
Према процени, у граду је 2017. живело 28 641 становника.
| 2017.  |
| ------ |
| 28.641 |

## Партнерски градови
- Ористано
- Alcúdia
- Кордоба